# Voyager (гурт)
Voyager — прогресивний метал-гурт родом з міста Перт, Австралія, створений у 1999 році. Гурт випустив сім повноформатних альбомів. Вони представляли Австралію на пісенному конкурсі Євробачення 2023 з піснею «Promise».

## Історія

### 1999-2006: Формування гурту таElement V
Гурт Voyager був створений у 1999 році в Університеті Західної Австралії, Перт Деніелом Естріном, Марком Бейкером і Адамом Ловкісом. Колектив дещо змінився у складі перед записом альбому Element V у 2003 році разом з Ейданом Бартоном у Sovereign Studios, Віллеттон, Західна Австралія. У 2002 році до складу гурту входили Даніель Естрін (клавішні, вокал), Марк Де Ваттімо (гітара), Дженна Грейг (бас), Джефф Каллаган (ударні) та Емануель Рудніцкі (гітара).
Альбом Element V був випущений в Австралії в 2003 році, а потім випущений нідерландським лейблом DVS Records в Європі наступного року. Японський лейбл Woodbell/Experience отримав ліцензію на розповсюдження альбому в Японії в тому ж році та випустив його з бонус-треком «Now and Forever».
Популярність Voyager швидко зросла після європейського релізу Element V, і гурт заручився першою великою підтримкою, виступаючи разом з Стівом Ваєм у Перті в липні 2004 року.
Після виходу Element V Мелісса Фіокко замінила Дженну Грейг на бас-гітарі. Voyager виступали в мельбурнському готелі «Corner» наприкінці 2005 року в рамках благодійного радіоконцерту Screaming Symphony, граючи вперше за межами свого рідного штату Західна Австралія. Наприкінці 2006 року Емануель і Джефф покинули гурт і були замінені Сімон Доу та Марком Боейєном відповідно, безпосередньо перед записом наступного альбому, uniVers.

### 2006–2008:UniVersі ProgPower Europe
На початку 2006 року гурт приєднався до студії Sovereign, щоб записати  альбом uniVers, разом з Марком Боєном і Сімон Доу, які були постійними членами гурту. Voyager зняли відеокліп до редагованої для радіо версії пісні «Sober» і випустили його обмеженим тиражем у 2006 році.
Гурт виступив на фестивалі ProgPower Europe Festival у Нідерландах у 2006 році та отримав схвальні відгуки від ЗМІ. В результаті цього виступу Voyager були запрошені на ProgPower UK у 2008 році, який проводився у Великій Британії. Наприкінці 2006 року вони також мали виступати з Nevermore, однак їхній виступ був остаточно скасований. Гурт також повинен був підтримати виступ Інгві Мальмстіна після їхнього повернення з першого європейського туру, але були виключені з шоу в останню хвилину, тому що співак не хотів жодної підтримки для свого австралійського туру.
На початку 2007 року лейбл DVS Records оголосив про своє закриття, і у Voyager не було лейбла для випуску альбому uniVers, який на тоді вже був повністю записаний.
У жовтні 2007 року гурт підписав контракт з німецьким лейблом Dockyard 1 Records у Гамбурзі, який випустив альбом uniVers для всього світу, а США отримали альбом для розповсюдження по країні в січні 2008 року через лейбл Locomotive Records. uniVers отримав визнання критиків у всьому світі, був визнаний альбомом місяця бельгійським журналом Mindview і альбомом тижня фінським журналом Imperiumi. Австралійська національна станція альтернативного мовлення Triple J назвала його №7 серед альбомів у Full Metal Racket 2007 року. Гурт був номінований у Топ-10 нагород MusicOz Awards.
Невдовзі після випуску альбому uniVers гурт розпрощався з бас-гітаристкою Мелісою Фіокко. Це був розрив, який не обійшовся без суперечок. Фіокко замінив Алекс Каніон, якому було 18 років. Невдовзі після першого виступу Алекса з Voyager у Перті, Західна Австралія, група вирушила в міні-тур до Сіднея та Мельбурна з колегами по лейблу Eyefear, щоб просувати альбом uniVers.
У січні 2008 року Voyager виступав з гуртом Nightwish у Перті. Заплановане турне гурту по Австралії з гуртом Toto в березні 2008 року було скасовано, мабуть, через сценічні вимоги гурту. Наприкінці лютого 2008 року ProgPower UK, на якому вони мали виступити, також було скасовано через поганий продаж квитків.
У Voyager повідомили, що вони продовжать своє європейське турне Данією, Нідерландами, Німеччиною та Швейцарією, незважаючи на скасування. Їхній тур включав виступ із рок-групою House of Lords 1980-х років у Ballroom Hamburg.
У червні 2008 року гітарист Марк Де Ваттімо покинув Voyager через особисті та професійні розбіжності.
Voyager виступав разом з Queensrÿche у серпні 2009 року та з Deathstars зі Швеції у вересні 2009 року.

### 2009–2011:I Am the ReVolution
Після запису нових пісень разом з Адамом Раундом у Kingdom Studios у Мейлендсі , Західна Австралія та мастерингу треків у Sterling Sound у місті Нью-Йорку, Voyager випустили свій альбом I Am the ReVolution 20 вересня 2009 року через Dockyard 1 Records у Німеччині та Riot Entertainment у Австралії. Альбом був негайно позитивно сприйнятий критиками, включно з популярним веб-сайтом Vampster, хоча деякі критики скептично поставилися до сильного мелодичного впливу гурту та їх «поп» звучання.
Альбом був названий альбомом тижня румунським веб-сайтом MetalFan, а пісня «Total Existence Failure» отримала звання «Пісня року» від West Australian Music Industry Award.
Гурт випустив нове відео на пісню «The Devil in Me» у жовтні 2009 року.
У 2010 році Voyager тричі номінувався на Топ-10 найкращих фіналістів Australian MusicOz Awards з піснями «Lost», «The Devil in Me» та відео до останнього.. Гурт також отримав номінацію на WAMI 2010 «Найкращий хард-рок/метал виконавець», представлений у West Australian Music Industry (WAMI).
Кріс Ханссен покинув Voyager у 2010 році, а Скотт Кей взяв на себе обов'язки гітариста. Перший тур за участі Кея відбувся з шотландським піратським метал-гуртом Alestorm у травні 2011 року, під час якого група отримала визнання критиків.

### 2011–2013:The Meaning of I
Після запису нових пісень у квітні-травні 2011 року гурт підписав угоду з лейблом Sensory із Нью-Джерсі. У жовтні 2011 року гурт випустив альбом The Meaning of I. Альбом є першим, у якому бере участь новий гітарист Скотт Кей, і останнім, у якому виступає Марк Бойєн на барабанах, який пішов незабаром після запису, щоб зосередитися на родині. Альбом містить запрошені вокальні виступи Ді Сі Купера (Royal Hunt) і Деніела Томпкінса (Tesseract, раніше Skyharbor). Він був випущений у всьому світі 11 жовтня 2011 року, але був випущений раніше в США на фестивалі ProgPower у вересні 2011 року.
Voyager також оголосили про виступ із Creation's End у Брукліні 11 вересня 2011 року. Після повернення зі США Voyager гастролював з популярним фінським метал-гуртом Children of Bodom.
Voyager був одним із гуртів, які відкривали виступ гурту Epica, коли вони виступали в Перті 23 квітня 2013 року.

### 2013–2017:V
Наприкінці 2013 року Voyager оголосили краудфандингову кампанію для свого альбому V і оприлюднили кліпи попередніх записів нових пісень. Мета кампанії була досягнута протягом трьох днів після її запуску. «Breaking Down» був першим синглом з альбому.
У травні 2015 року гурт здійснив національне турне за підтримки французького прогресивного рок-гурту Klone. У вересні вони повернулися до Північної Америки на подію ProgPower у США та національний тур.

### 2017–2018:Ghost Mile
Альбом Ghost Mile вийшов 12 травня 2017 року.

### 2018–2020:Colours in the Sun
21 вересня 2018 року Voyager виступили в o2 Indigo, Лондон, Великобританія, в рамках виставки/концерту Європейського космічного агентства Space Rocks, давши їм можливість зіграти «Colours» і «Brightstar» з майбутнього альбому. Вони також виступили під час наступного вечора в рамках короткого європейського туру на сім днів.
Гурт також увійшов до шорт-листа австралійського національного фіналу пісенного конкурсу Євробачення 2020 із піснею «Runaway», але зрештою не були обрані серед десяти виконавців для участі у фіналі відбору.

### 2020-2023:Пісенний конкурс ЄвробаченнятаFearless in Love
Гурт було відібрано для участі в австралійському національному відборі на пісенний конкурс Євробачення 2022, Eurovision - Australia Decides, у 2022 році. Вони посіли друге місце з синглом «Dreamer». Після виступу на данному конкурсі, "Dreamer" дебютував під номером 6 у чарті синглів Australian Independent Label.
21 лютого 2023 року було оголошено, що Voyager стали представниками Австралії на пісенному конкурсі Євробачення 2023 з піснею «Promise». Хоча Австралія бере участь у Євробаченні з 2015 року, усі учасники з країни до 2023 року були сольними артистами. Таким чином, Voyager став першим гуртом, а також першим колективом із Західної Австралії, який представляв Австралію на пісенному конкурсі Євробачення. «Promise» дебютував під номером 3 у чарті синглів Australian Independent Label.
Напередодні «Євробачення» Voyager виступали на пре-паті до Євробачення в Мадриді, Амстердамі та Лондоні. Перебуваючи в Лондоні, 20 квітня 2023 року гурт виступив на аншлаговому концерті в Boston Music Room, отримавши захоплені відгуки.
Гурт виграв другий півфінал 11 травня 2023 року, результат визначався виключно телеголосуванням. 13 травня 2023 року Voyager виступили п’ятнадцятим учасником фіналу конкурсу, у результаті посівши 9-те місце, набравши 151 загальний бал, ставши п’ятим австралійським виконавцем, який потрапив до топ-10.
Для прес-реліза пісенного конкурсу Євробачення, опублікованому 5 червня 2023 року, група аранжувала та склала свій мікс «Te Deum» для Європейської мовної спілки (ЄМС) для використання під час зворотного відліку прем’єри на YouTube каналі пісенного конкурсу Євробачення.
Після повернення на Батьківщину, було оголошено про виступ гурту головним виконавцем на безкоштовному відкритому публічному концерті з нагоди святкування Дня Західної Австралії. Місцеві ЗМІ зустріли цю заяву з ентузіазмом, але зі значною критикою щодо того, чому Voyager не були хедлайнерами концерту. За іронією долі, погана погода того дня призвела до того, що Voyger грали перед найбільшою аудиторією дня, отримавши чудові відгуки.
У червні 2023 року Voyager вирушили у національний тур як хедлайнери, виступаючи в Брісбені, Мельбурні, Аделаїді, Перті, Сіднеї та Канберрі. Квитки на весь тур були розпродані, тому виступ у Перті довелося перенести в більший зал, щоб задовольнити попит. Кожен виступ зустрічався схвальними та позитивними відгуками, оскільки гурт спирався на імпульс і розголос, створений їхнім виступом на Євробаченні.
Восьмий альбом Voyager, Fearless in Love, був випущений 14 липня 2023 року. Перший огляд назвав його продовженням позитивної еволюції унікального музичного стилю гурту. Це був перший альбом Voyager, який потрапив у чарт, з офіційною позицією альбомів у чарті ARIA 35. Він також досяг 3 позиції в австралійському чарті виконавців ARIA та 7 позиції в чарті вінілових альбомів. В австралійських чартах iTunes він посів 2 місце в загальному чарті альбомів і 1 місце в чарті рок-альбомів.
21 вересня 2023 року гурт оголосив про скасування свого головного європейського туру, який мав розпочатися в жовтні, через те, що у соліста Даніеля Естріна виявили рак.

## Учасники гурту

### Теперішні
- Деніел «Денні» Естрін — головний вокал (з 1999), клавішні (з 2000), гітара (1999-2000)
- Саймон Доу — гітара (з 2006)
- Скотт Кей — гітара (з 2010)
- Ешлі Дудкорте — ударні (з 2011)
- Алекс Каніон — бас(з 2007), бек-вокал(з 2008)

### Колишні учасники
- Марк Бойєн — ударні (2006–2011)
- Кріс Ханссен — гітара (2009–2010)
- Марк Де Ваттімо — гітара, бек-вокал (1999–2008)
- Мелісса Фіокко — бас (2004–2007)
- Джефф Каллаган — ударні (2000–2006)
- Емануель Рудніцкі — гітара (2000–2006)
- Дженна Грейг — бас (2001–2003)
- Марк Бейкер — клавішні (1999–2000)
- Адам Ловкіс — ударні (1999–2000)

## Дискографія

### Альбоми
| Назва               | Деталі                                                             | Найвища позиція чарту |
| Назва               | Деталі                                                             | AUS                   |
| ------------------- | ------------------------------------------------------------------ | --------------------- |
| Element V           | - Вийшов: 4 квітня 2003 - Лейбл: V Music (VM 1X6V)                 | —                     |
| UniVers             | - Вийшов: 10 січня 2007 - Лейбл: Dockyard1 (DY100572)              | —                     |
| I Am the Revolution | - Вийшов: 25 вересня 2009 - Лейбл: Riot! Entertainment (RIOT050CD) | —                     |
| The Meaning of I    | - Вийшов: 22 червня 2011 - Лейбл: Riot! Entertainment (RIOTCD081)  | —                     |
| V                   | - Вийшов: 2 червня 2014 - Лейбл: Iav (IAV1401)                     | —                     |
| Ghost Mile          | - Вийшов: 12 травня 2017 - Лейбл: Iav (IAV1701)                    | —                     |
| Colours in the Sun  | - Вийшов: 1 листопада 2019 - Лейбл: Season of Mist (SOM 533)       | —                     |
| Fearless in Love    | - Вийшов: 14 липня 2023 - Лейбл: Season of Mist (SOM 698)          | 35                    |

### Сингли, що потрапили до чартів
| Назва     | Рік  | Найвища позиція чарту | Найвища позиція чарту | Найвища позиція чарту | Найвища позиція чарту | Найвища позиція чарту | Альбом           |
| Назва     | Рік  | AUS                   | FIN                   | LTU                   | SWE                   | UK                    | Альбом           |
| --------- | ---- | --------------------- | --------------------- | --------------------- | --------------------- | --------------------- | ---------------- |
| «Promise» | 2023 | 8                     | 47                    | 28                    | 7                     | 79                    | Fearless in Love |